# Campionati del mondo di corsa campestre 1994
Il XXII Campionato mondiale di corsa campestre si è disputato a Budapest, in Ungheria, il 26 marzo 1994 al Kincsem Park. Vi hanno preso parte 760 atleti in rappresentanza di 60 nazioni. Il titolo maschile è stato vinto da William Sigei mentre quello femminile da Hellen Chepngeno.

## Nazioni partecipanti
Qui sotto sono elencate le nazioni che hanno partecipato a questi campionati (tra parentesi il numero degli atleti per ciascuna nazione):
- Algeria (15)
- Argentina (15)
- Australia (21)
- Bielorussia (18)
- Belgio (11)
- Botswana (10)
- Brasile (21)
- Bulgaria (1)
- Burundi (1)
- Canada (22)
- Rep. Ceca (11)
- Cina (4)
- Colombia (2)
- Croazia (4)
- Danimarca (7)
- Ecuador (7)
- Estonia (3)
- Governo di transizione dell'Etiopia (27)
- Finlandia (7)
- Francia (27)

- Germania (10)
- Giappone (25)
- Gran Bretagna (27)
- Hong Kong (2)
- India (18)
- Irlanda (13)
- Israele (3)
- Italia (27)
- Jugoslavia (3)
- Kazakistan (16)
- Kenya (27)
- Kirghizistan (6)
- Marocco (21)
- Mauritius (7)
- Messico (19)
- Moldavia (3)
- Namibia (1)
- Paesi Bassi (14)
- Palestina (7)
- Polonia (16)

- Portogallo (21)
- Romania (20)
- Russia (26)
- Ruanda (4)
- Senegal (1)
- Sierra Leone (1)
- Slovacchia (7)
- Slovenia (10)
- Spagna (27)
- Stati Uniti (27)
- Sudafrica (27)
- Svizzera (14)
- Tagikistan (2)
- Turchia (4)
- Turkmenistan (7)
- Ucraina (19)
- Ungheria (26)
- Yemen (7)
- Zaire (1)
- Zimbabwe (10)

## Risultati
I risultati del campionato sono stati:

### Individuale (uomini seniores)
| Pos. | Atleta              | Nazione                             | Tempo (m's") |
| ---- | ------------------- | ----------------------------------- | ------------ |
|      | William Sigei       | Kenya                               | 34'29"       |
|      | Simon Chemoiywo     | Kenya                               | 34'30"       |
|      | Haile Gebrselassie  | Governo di transizione dell'Etiopia | 34'32"       |
| 4    | Paul Tergat         | Kenya                               | 34'36"       |
| 5    | Khalid Skah         | Marocco                             | 34'59"       |
| 6    | James Songok        | Kenya                               | 35'02"       |
| 7    | Addis Abebe         | Governo di transizione dell'Etiopia | 35'11"       |
| 8    | Ayele Mezegebu      | Governo di transizione dell'Etiopia | 35'14"       |
| 9    | Shem Kororia        | Kenya                               | 35'15"       |
| 10   | Mathias Ntawulikura | Ruanda                              | 35'19"       |
| 11   | Salah Hissou        | Marocco                             | 35'23"       |
| 12   | Dominic Kirui       | Kenya                               | 35'26"       |

### Squadre (uomini seniores)
| William Sigei    | 1    |
| Simon Chemoiywo  | 2    |
| Paul Tergat      | 4    |
| James Songok     | 6    |
| Shem Kororia     | 9    |
| Dominic Kirui    | 12   |
| (Wilson Omwoyo)  | (17) |
| (William Kiptum) | (30) |
| (Joseph Kariuki) | (48) |

| Khalid Skah       | 5    |
| Salah Hissou      | 11   |
| Elarbi Khattabi   | 14   |
| Khaled Boulami    | 15   |
| Mohamed Issangar  | 16   |
| Brahim Lahlafi    | 22   |
| (Brahim Boutayeb) | (26) |
| (Hammou Boutayeb) | (31) |
| (Azzedine Sediki) | (80) |

| Haile Gebrselassie | 3    |
| Addis Abebe        | 7    |
| Ayele Mezegebu     | 8    |
| Ibrahim Seid       | 35   |
| Tegenu Abebe       | 37   |
| Lemi Erpassa       | 43   |
| (Jillo Dube)       | (85) |
| (Melese Feissa)    | (94) |
| (Assefa Debele)    | (97) |

- Nota: gli atleti tra parentesi non hanno concorso al punteggio totale della squadra

### Individuale (uomini under 20)
| Pos. | Atleta            | Nazione                             | Tempo (m's") |
| ---- | ----------------- | ----------------------------------- | ------------ |
|      | Philip Mosima     | Kenya                               | 24'15"       |
|      | Daniel Komen      | Kenya                               | 24'17"       |
|      | Abreham Tsige     | Governo di transizione dell'Etiopia | 24'46"       |
| 4    | Philip Kemei      | Kenya                               | 24'49"       |
| 5    | Lemma Alemayehu   | Governo di transizione dell'Etiopia | 25'00"       |
| 6    | Pablo Olmedo      | Messico                             | 25'04"       |
| 7    | Tibebu Reta       | Governo di transizione dell'Etiopia | 25'04"       |
| 8    | Reyes Estévez     | Spagna                              | 25'11"       |
| 9    | Meck Mothuli      | Sudafrica                           | 25'13"       |
| 10   | Salah El Ghazi    | Marocco                             | 25'15"       |
| 11   | David Kiptum      | Kenya                               | 25'16"       |
| 12   | Tekalegne Shewaye | Governo di transizione dell'Etiopia | 25'20"       |

### Squadre (uomini under 20)
| Philip Mosima  | 1    |
| Daniel Komen   | 2    |
| Philip Kemei   | 4    |
| David Kiptum   | 11   |
| (John Bungei)  | (19) |
| (Wilson Musto) | (81) |

| Abreham Tsige     | 3    |
| Lemma Alemayehu   | 5    |
| Tibebu Reta       | 7    |
| Tekalegne Shewaye | 12   |
| (Tolosa Gebre)    | (13) |
| (Fikadu Bekele)   | (22) |

| Salah El Ghazi         | 10   |
| Abdelmajid El Boubkary | 18   |
| Mohamed El Hattab      | 20   |
| Abdelilah El Marrafe   | 30   |
| (Mohamed Ahansal)      | (35) |
| (Mohamed Amyn)         | (48) |

- Nota: gli atleti tra parentesi non hanno concorso al punteggio totale della squadra

### Individuale (donne seniores)
| Pos. | Atleta              | Nazione                             | Tempo (m's") |
| ---- | ------------------- | ----------------------------------- | ------------ |
|      | Hellen Chepngeno    | Kenya                               | 20'45"       |
|      | Catherina McKiernan | Irlanda                             | 20'52"       |
|      | Conceição Ferreira  | Portogallo                          | 20'52"       |
| 4    | Merima Denboba      | Governo di transizione dell'Etiopia | 20'57"       |
| 5    | Albertina Dias      | Portogallo                          | 20'59"       |
| 6    | Elana Meyer         | Sudafrica                           | 21'00"       |
| 7    | Zola Pieterse       | Sudafrica                           | 21'01"       |
| 8    | Farida Fatès        | Francia                             | 21'01"       |
| 9    | Olga Shurbanova     | Russia                              | 21'05"       |
| 10   | Fernanda Ribeiro    | Portogallo                          | 21'05"       |
| 11   | Margareta Keszeg    | Romania                             | 21'06"       |
| 12   | Daria Nauer         | Svizzera                            | 21'10"       |

### Squadre (donne seniores)
| Conceição Ferreira | 3    |
| Albertina Dias     | 5    |
| Fernanda Ribeiro   | 10   |
| Mónica Gama        | 37   |
| (Carla Sacramento) | (73) |
| (Ana Oliveira)     | (85) |

| Merima Denboba | 4    |
| Getenesh Urge  | 14   |
| Asha Gigi      | 19   |
| Berhane Adere  | 28   |
| (Gete Wami)    | (34) |
| (Mama Amele)   | (96) |

| Hellen Chepngeno | 1    |
| Joyce Chepchumba | 18   |
| Jane Omoro       | 25   |
| Hellen Kimaiyo   | 31   |
| (Pacifica Monda) | (36) |
| (Leah Malot)     | (81) |

- Nota: gli atleti tra parentesi non hanno concorso al punteggio totale della squadra

### Individuale (donne under 20)
| Pos. | Atleta              | Nazione                             | Tempo (m's") |
| ---- | ------------------- | ----------------------------------- | ------------ |
|      | Sally Barsosio      | Kenya                               | 14'04"       |
|      | Rose Cheruiyot      | Kenya                               | 14'05"       |
|      | Elizabeth Cheptanui | Kenya                               | 14'15"       |
| 4    | Gabriela Szabó      | Romania                             | 14'25"       |
| 5    | Ruth Biwott         | Kenya                               | 14'27"       |
| 6    | Naomi Mugo          | Kenya                               | 14'29"       |
| 7    | Pamela Chepchumba   | Kenya                               | 14'36"       |
| 8    | Azumi Miyazaki      | Giappone                            | 14'37"       |
| 9    | Shura Hotesa        | Governo di transizione dell'Etiopia | 14'46"       |
| 10   | Birhan Dagne        | Governo di transizione dell'Etiopia | 14'48"       |
| 11   | Nicola Slater       | Gran Bretagna                       | 14'49"       |
| 12   | Susie Power         | Australia                           | 14'49"       |

### Squadre (donne under 20)
| Sally Barsosio      | 1   |
| Rose Cheruiyot      | 2   |
| Elizabeth Cheptanui | 3   |
| Ruth Biwott         | 5   |
| (Naomi Mugo)        | (6) |
| (Pamela Chepchumba) | (7) |

| Shura Hotesa          | 9     |
| Birhan Dagne          | 10    |
| Abeba Tola            | 13    |
| Leila Aman            | 14    |
| (Etaferahu Tarekegn)  | (16)  |
| (Yeshi Gebreselassie) | (113) |

| Azumi Miyazaki     | 8    |
| Miwa Sugawara      | 15   |
| Kanako Haginaga    | 18   |
| Sachiko Yokotsuka  | 19   |
| (Chiemi Takahashi) | (24) |
| (Rie Ueno)         | (31) |

- Nota: gli atleti tra parentesi non hanno concorso al punteggio totale della squadra

## Medagliere
Legenda
     Paese ospitante
| Posizione | Paese                                     | Oro | Argento | Bronzo | Totale |
| --------- | ----------------------------------------- | --- | ------- | ------ | ------ |
| 1         | Kenya                                     | 7   | 3       | 2      | 12     |
| 2         | Portogallo                                | 1   | 0       | 1      | 2      |
| 3         | Repubblica Popolare Democratica d'Etiopia | 0   | 3       | 3      | 6      |
| 4         | Marocco                                   | 0   | 1       | 1      | 2      |
| 5         | Irlanda                                   | 0   | 1       | 0      | 1      |
| 6         | Giappone                                  | 0   | 0       | 1      | 1      |
| Totale    | Totale                                    | 8   | 8       | 8      | 24     |